# Rembert Dodoens
Rembert Dodoens (născut Rembert Van Joenckema; n. 29 iunie 1517, Mechelen, Senioria Mechelen, Belgia – d. 10 martie 1585, Leiden, Comitatul Olanda, Provinciile Unite) a fost un medic și botanist flamand, cunoscut și sub numele său latinizat Rembertus Dodonaeus. A fost numit părintele botanicii.

## Viața
Dodoens s-a născut Rembert van Joenckema în Mechelen, pe atunci capitala Țărilor de Jos spaniole în 1517. Părinții săi au fost Denis van Joenckema (d. 1533) și Ursula Roelants. Familia și numele van Joenckema sunt de origine friziană. Membrii săi erau activi în politică și jurisprudență în Friesland, iar unii s-au mutat în 1516 la Mechelen. Tatăl său a fost unul dintre medicii municipali din Mechelen și un medic privat al Margaretei de Austria, guvernatorul Țărilor de Jos, în ultima boală. Curtea Margaretei de Austria avea sediul la Mechelen. Ulterior, Rembert și-a schimbat numele de familie în Dodoens (literal „Fiul lui Dodo”, o formă a numelui tatălui său, Denis sau Doede).

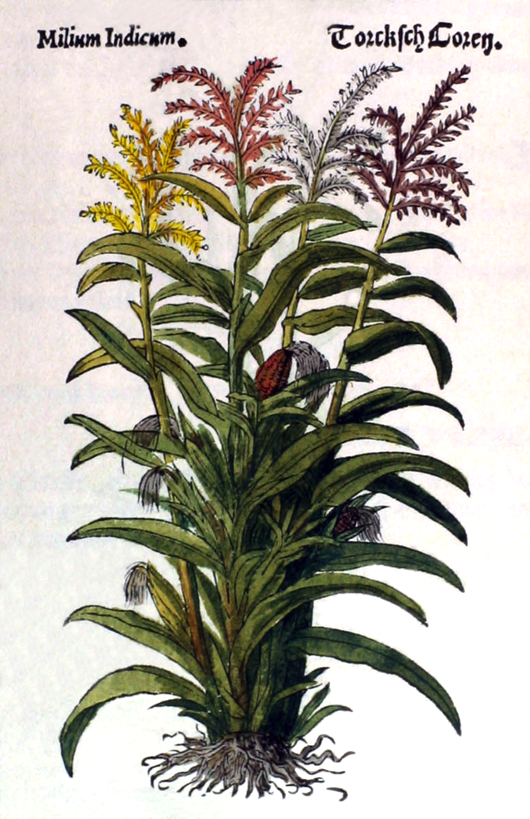
Torcksch Coren (porumb turc), ilustrație din Cruÿdeboeck, 1554

A fost educat la colegiul municipal din Mechelen înainte de a-și începe studiile în medicină, cosmografie și geografie la vârsta de 13 ani la Universitatea din Leuven (Louvain), sub conducerea lui Arnold Noot, Leonard Willemaer, Jean Heems și Paul Roelswhere. A absolvit cu o licență în medicină în 1535 și, așa cum era obiceiul vremii, a început călătorii extinse (Wanderjahren) în Europa până în 1546, inclusiv în Italia, Germania și Franța. În 1539 s-a căsătorit cu Kathelijne De Bruyn (1517–1572), care provenea dintr-o familie de medici din Mechelen. Cu ea a avut patru copii, Ursula (n. 1544), Denijs (n. 1548), Antonia și Rembert Dodoens. A avut o scurtă ședere la Basel (1542–1546). În 1557, Dodoens a refuzat o catedra la Universitatea din Leuven. De asemenea, a refuzat oferta de a deveni medic de curte al regelui Filip al II-lea al Spaniei. După moartea soției sale, la vârsta de 55 de ani, în 1572, s-a căsătorit cu Maria Saerinen, de care a avut o fiică, Johanna. A murit în Leiden în 1585 și a fost înmormântat la Pieterskerk, Leiden.
După absolvire, el a călcat pe urmele tatălui său devenind în 1548 unul dintre cei trei medici municipali din Mechelen împreună cu Joachim Roelandts și Jacob De Moor. El a fost medicul de curte al Sfântului Împărat Roman Maximilian al II-lea și succesorul său, împăratul austriac Rudolph al II-lea la Viena (1575–1578). În 1582, a fost numit profesor de medicină la Universitatea din Leiden.

## Starea științei botanice în vremea lui Dodoens

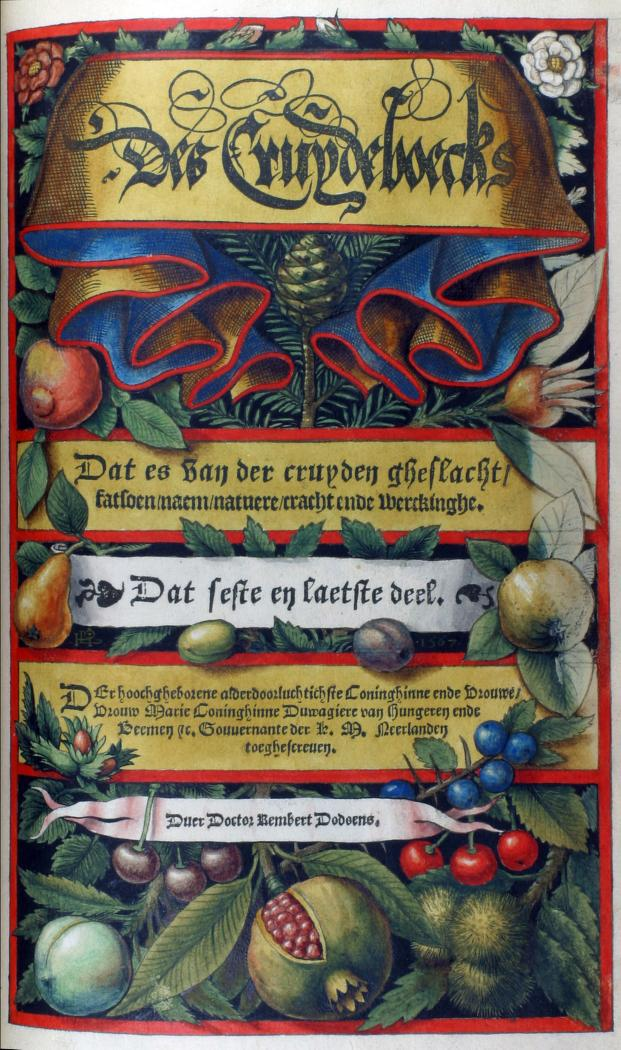
Pagina de titlu a părții 6 a Cruijdeboeck 1554

La începutul secolului al XVI-lea, credința generală era că lumea vegetală a fost complet descrisă de Dioscoride în De Materia Medica. În timpul vieții lui Dodoens, cunoștințele botanice au cunoscut o expansiune enormă, parțial alimentată de expansiunea lumii vegetale cunoscute prin explorarea Lumii Noi, descoperirea tiparului și utilizarea ilustrației cu blocuri de lemn. Această perioadă este considerată o Renaștere botanică. Europa a devenit fascinată de istoria naturală începând cu anii 1530, iar grădinăritul și cultivarea plantelor au devenit o pasiune și o activitate prestigioasă de la monarhi la universități. Au apărut primele grădini botanice, precum și primele enciclopedii botanice ilustrate, împreună cu mii de acuarele și gravuri în lemn. Experiența fermierilor, grădinarilor, pădurarilor, apotecarilor și a medicilor a fost completată de ascensiunea expertului în plante. Colectarea a devenit o disciplină, în special Kunst- und Wunderkammern (cabinete de curiozități) în afara Italiei, iar studiul botanicii a devenit larg răspândit în multe pături sociale. Marii botanici ai secolului al XVI-lea au fost toți, ca și Dodoens, formați inițial ca medici, care au urmărit cunoașterea plantelor nu doar pentru proprietăți medicinale, ci în sine. Ca reacție la această tendință au fost înființate catedre de botanică, în cadrul facultăților de medicină, în universitățile europene de-a lungul secolului al XVI-lea, iar abordarea științifică a observației, documentării și experimentării a fost aplicată studiului plantelor.
Otto Brunfels și -a publicat Herbarul în 1530, urmat de cele ale lui Jerome Bock (1539) și Leonhard Fuchs (1542), bărbați pe care Kurt Sprengel îi va numi mai târziu „părinții germani ai botanicii”. Acești bărbați l-au influențat pe Dodoens, care a fost succesorul lor.

## Publicații
Lucrările inițiale ale lui Dodoens au fost publicate în domeniile cosmografiei și fiziologiei. De frugum historia (1552), un tratat despre cereale, legume și furaje a marcat începutul unei cariere distinse în botanică. Cruydeboeck (carte cu plante medicinale) cu 715 imagini (1554, 1563) a fost influențat de botanicii germani anteriori, în special de cea a lui Leonhart Fuchs. Dintre desenele din Cruydeboeck, 515 au fost împrumutate de la New-Kreuterbüchlein a lui Leonhart Fuchs (1543), în timp ce 200 de noi desene au fost desenate de Pieter van der Borcht cel Bătrân și blocurile de lemn tăiate de Arnold Nicolai.
Mai degrabă decât metoda tradițională de aranjare a plantelor în ordine alfabetică, Cruydeboeck a împărțit regnul plantelor în șase grupuri (Deel), pe baza proprietăților și afinităților lor. A tratat în detaliu în special ierburile medicinale, care făceau din această lucrare, în ochii multora, o farmacopee. Această lucrare și diferitele sale ediții și traduceri au devenit una dintre cele mai importante lucrări botanice de la sfârșitul secolului al XVI-lea, o parte din popularitatea ei fiind utilizarea de către el a limbajului popular, mai degrabă decât a latinei frecvent utilizate.

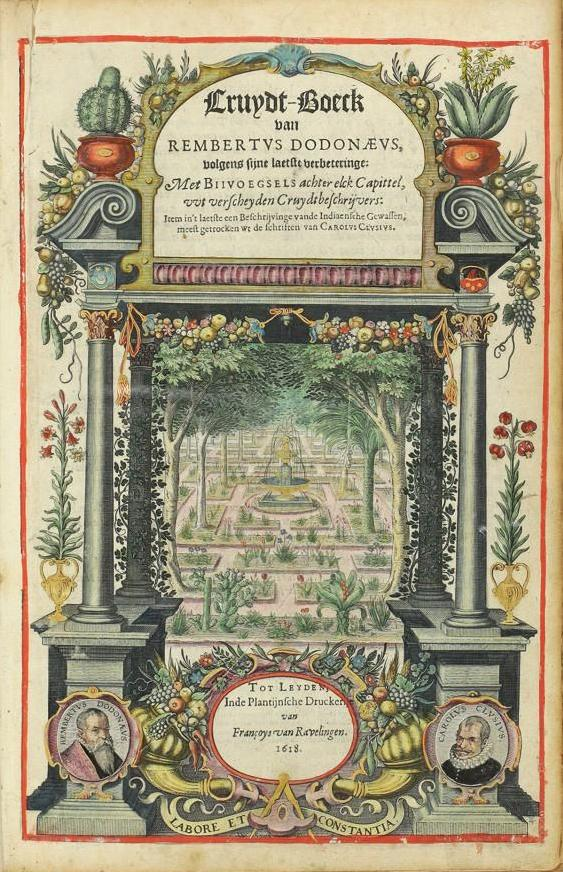
Pagina de titlu a Crvydt-Boeck (ed. 1618).)

Cruydeboeck a fost tradus prima dată în franceză în 1557 de Charles de L'Ecluse (Histoire des Plantes), și în engleză (prin L'Ecluse) în 1578 de Henry Lyte (A new herbal, or histoire of plants) și mai târziu în latină în 1583 (Stirpium historiae pemptades sex). Versiunea în limba engleză a devenit o lucrare standard în acea limbă. În vremurile sale, a fost cea mai tradusă carte după Biblie. A devenit o lucrare de renume mondial, folosită ca o carte de referință timp de două secole. 
Versiunea latină a lui Cruydeboeck publicată la Plantin Press din Anvers în 1583 sub titlul Stirpium historiae pemptades sex sive libri XXXs a fost o revizuire considerabilă. A cuprins familii noi, a mărit numărul de grupuri de la 6 la 26 și a inclus multe ilustrații noi, atât originale, cât și împrumutate. A fost folosit de John Gerard ca sursă pentru Herball (1597), folosit pe scară largă. Thomas Johnson, în prefața sa la ediția sa din 1633 a Herball, explică utilizarea controversată a lucrării lui Dodoens de către Gerard.  Versiunea latină a fost, de asemenea, tradusă înapoi în olandeză și publicată în 1608 la Leiden de Plantin Press a lui Frans van Ravelingen sub titlul Crvydt-Boeck van Robertus Dodonaeus, volgens sijne laatste verbetering... etc. Această ediție a inclus informații suplimentare despre plantele americane preparate de Joost van Ravelingen, fratele editorului și un botanist și medic precum Dodoens însuși. Edițiile olandeze din 1618 și 1644 au fost retipăriri ale acestei ediții din 1608. Ediția din 1644 avea 1492 pagini și 1367 gravuri în lemn.

### Listă a publicațiilor mai importante
vezi Vande Walle 2001a. 
 
- Dodoens, Rembert (1533). Herbarium.
- — (1543). Den Nieuwen Herbarius.
- — (1548). Cosmographica in astronomiam et geographiam isagoge.
  - (1584) De sphaera sive de astronomiae et geographiae principiis cosmographica isagoge. Antwerp (2nd ed.)
- Dodoens, Rembert (1552). De frugum historia, liber unus. Ejusdem epistolae duae, una de Fare, Chondro, Trago, Ptisana, Crimno et Alica; altera de Zytho et Cerevisia. Antwerp.
- Dodoens, Rembert (1554). Trium priorum de stirpium historia commentariorum imagines.
- Dodoens, Rembert (1554). Posteriorum trium de stirpium historia commentariorum imagines.
- Dodoens, Rembert (1554). Des Cruydboeks (în neerlandeză și latină) (ed. 1st). Antwerp: J. van der Loe., also at Teylers Museum Arhivat în 9 noiembrie 2017, la Wayback Machine.
  - 2nd ed. 1563[d]
- Dodoens, Rembert (1566). Historia frumentorum, leguminum, palustrium et aquatilium herbarum acceorum, quae eo pertinent. Ex officina Christophori Plantini.[e]
- Dodoens, Rembert (1574). Purgantium aliarumque eo facientium, tam et radicum, convolvulorum ac deletariarum herbarum historiae libri IIII.... Accessit appendix variarum et quidem rarissimarum nonnullarum stirpium, ac florum quorumdam peregrinorum elegantissimorumque icones omnino novas nec antea editas, singulorumque breves descriptiones continens.. [On purgatives] (în latină). Antwerp: Christophe Plantin⁠(d). 2nd ed. 1576, see also Aboca Museum Arhivat în 17 noiembrie 2017, la Wayback Machine.
- Dodoens, Rembert (1550). Physiologices medicinae tabulae.
- Dodoens, Rembert (1581). Medicinalium observationum exempla rara.
- — (1583) [1554]. Stirpium historiae pemptades sex, sive libri XXX [Crvyd-boeck] (în latină). Antwerp: Plantini.

#### Postume
- Praxis medica (1616)
- Remberti Dodonaei Mechilensis... stirpium historiae pemptades sex, sive libri XXX : varie ab Auctore, paullo ante Mortem, aucti & emendati. Antverpiae : Moretus / Plantin, 1616 Digital edition of the University and State Library Düsseldorf⁠(d).
- Ars medica, ofte ghenees-kunst (1624)
- Cruydt-Boeck (1644) (13th, last and most comprehensive edition, 5th Flemish ed.)

#### Lucrări traduse
- Dodoens, Rembert (1557) [1554]. Cruydeboeck [Histoire des plantes] (în franceză). trans. from Dutch, by Carolus Clusius⁠(d). Antwerp: de l'Imprimerie de Iean Loë.[f]
- Purgantium aliarumque eo facientium, tum et radicum, convolvulorum ac deleteriarum herbarum historiae libri (în latină). Antwerpen: Christophe Plantin. 1574.
- Historia vitis vinique et stirpium nonnullarum aliarum (în latină). Köln: Maternus Cholinus. 1580.
- Dodoens, Rembert (1619). Cruijdeboeck [A new herbal, or historie of plants]. trans. from French (Histoire des plantes 1557) and Flemish (1563) by Henry Lyte⁠(d).

### Eponimie
Genul de plante Dodonaea a fost numit după Dodoens, de către Carl Linnaeus. După el mai sunt numite și următoarele specii: Epilobium dodonaei, Comocladia dodonaea, Phellandrium dodonaei, Smyrnium dodonaei, Hypericum dodonaei și Pelargonium dodonaei.

### Cărți și articole
- Cock, Alfons De (1890). Rembert Dodoens (în neerlandeză). Vuylsteke.
- Mortier, Barthélemy-Charles Du (1873). Opuscules de botanique 1862-1873. Brussels: G. Mayolez. p. vi.
- Gerard, John (2015) [1633].  Johnson, Thomas, ed. The Herbal Or General History of Plants. Originally published by Adam Islip, Joice Norton and Richard Whitakers in London (ed. 2nd). NY: Dover. ISBN 9781606600801.
- Guy Gilias; Cornelis van Tilburg; Vincent Van Roy, ed. (2016). Rembert Dodoens: Een zestiende-eeuwse kruidenwetenschapper, zijn tijd- en vakgenoten en zijn betekenis (în neerlandeză). Maklu. ISBN 978-90-441-3530-5.
- Pascale Pollier-Green; Ann van de Velde; Chantal Pollier, ed. (2007). Confronting Mortality with Art and Science: Scientific and Artistic Impressions on what the Certainty of Death Says about Life. Asp / Vubpress / Upa. ISBN 978-90-5487-443-0.
- Pavord, Anna (2005). The naming of names the search for order in the world of plants. New York: Bloomsbury. ISBN 9781596919655.
- Sachs, Julius von (1890) [1875]. „The Botanists of Germany and the Netherlands from Brunfels to Kaspar Bauhin. 1530–1623”. Geschichte der Botanik vom 16. Jahrhundert bis 1860 [History of botany (1530-1860)⁠(d)]. translated by Henry E. F. Garnsey, revised by Isaac Bayley Balfour. Oxford: Oxford University Press. pp. 13–36. doi:10.5962/bhl.title.30585.
- Stafleu, Frans A.; Cowan, Richard S. (1976). „Dodoens, Rembert”. Taxonomic literature: a selective guide to botanical publications and collections with dates, commentaries and types. 1. A–G (ed. 2nd). Utrecht: Bohn, Scheltema & Holkema. pp. 661–665. ISBN 9789031302246.
- Vande Walle, W.F., ed. (2001). Dodonæus in Japan: translation and the scientific mind in the Tokugawa period. Leuven: Leuven University Press⁠(d). ISBN 9789058671790.
  - Review. Margarita Winkel Newsletter: International Institute for Asian Studies 32. Autumn 2003
- Florkin, Marcel (2008). Dodoens (Dodonaeus), Rembert. Dictionary of Scientific Biography⁠(d). Accesat în 3 noiembrie 2017.
- Brown, Mark (19 mai 2015). „Shakespeare: writer claims discovery of only portrait made during his lifetime”. The Guardian. Accesat în 2 noiembrie 2017.
- Griffiths, Mark (25 august 2015). „The true face of Shakespeare: Dioscorides and the Fourth Man”. Country Life⁠(d). Arhivat din original la 7 noiembrie 2017. Accesat în 3 noiembrie 2017.

### Capitole
- Huskin, Wim (2007). Rembert Dodoens: Forensc Medicine in 16th-century Mechelen. pp. 104–111. ISBN 9789054874430., in Pollier-Green et al (2007)
- van Hee, Bob (4 septembrie 2017). Rembert Dodoens en zijn Galenisch therapeutisch denkbeeld. pp. 33–44. ISBN 9789044135305., in Gilias et al (2016)
- Vande Walle, W. F. (2001). Dodonaeus: A bio-bibliographical summary. pp. 33–43. ISBN 9789058671790., in Vande Walle (2001)
- Visseer, Robert (2001). Dodonaeus and the herbal tradition. pp. 44–58. ISBN 9789058671790., in Vande Walle (2001)